# Saint-Germain-le-Fouilloux
Pour les articles homonymes, voir Saint-Germain.
Saint-Germain-le-Fouilloux est une commune française, située dans le département de la Mayenne en région Pays de la Loire, peuplée de 1 179 habitants (les Germinois).
La commune fait partie de la province historique du Maine, et se situe dans le Bas-Maine.

## Géographie
La commune est située à 15 minutes de Laval près de la commune d'Andouillé.

### Communes limitrophes
| Andouillé            | Andouillé                  | Andouillé              |
| Saint-Ouën-des-Toits | Saint-Germain-le-Fouilloux | Saint-Jean-sur-Mayenne |
| Changé               | Changé                     | Saint-Jean-sur-Mayenne |

### Climat
Pour des articles plus généraux, voir Climat des Pays de la Loire et Climat de la Mayenne.
En 2010, le climat de la commune est de type climat océanique altéré, selon une étude du CNRS s'appuyant sur une série de données couvrant la période 1971-2000. En 2020, Météo-France publie une typologie des climats de la France métropolitaine dans laquelle la commune est exposée à un climat océanique et est dans une zone de transition entre les régions climatiques « Bretagne orientale et méridionale, Pays nantais, Vendée » et « Moyenne vallée de la Loire ». 
Pour la période 1971-2000, la température annuelle moyenne est de 11,1 °C, avec une amplitude thermique annuelle de 13,6 °C. Le cumul annuel moyen de précipitations est de 798 mm, avec 12,9 jours de précipitations en janvier et 7 jours en juillet. Pour la période 1991-2020, la température moyenne annuelle observée sur la station météorologique de Météo-France la plus proche, « Laval-Etronnier », sur la commune de Laval à 7 km à vol d'oiseau, est de 11,9 °C et le cumul annuel moyen de précipitations est de 757,1 mm,. Pour l'avenir, les paramètres climatiques de la commune estimés pour 2050 selon différents scénarios d'émission de gaz à effet de serre sont consultables sur un site dédié publié par Météo-France en novembre 2022.

## Urbanisme

### Typologie
Au 1er janvier 2024, Saint-Germain-le-Fouilloux est catégorisée bourg rural, selon la nouvelle grille communale de densité à sept niveaux définie par l'Insee en 2022.
Elle est située hors unité urbaine. Par ailleurs la commune fait partie de l'aire d'attraction de Laval, dont elle est une commune de la couronne,. Cette aire, qui regroupe 66 communes, est catégorisée dans les aires de 50 000 à moins de 200 000 habitants,.

### Occupation des sols
L'occupation des sols de la commune, telle qu'elle ressort de la base de données européenne d’occupation biophysique des sols Corine Land Cover (CLC), est marquée par l'importance des territoires agricoles (91,6 % en 2018), en diminution par rapport à 1990 (92,5 %). La répartition détaillée en 2018 est la suivante : 
prairies (46 %), terres arables (45,2 %), forêts (5,2 %), zones urbanisées (2,9 %), zones agricoles hétérogènes (0,4 %), mines, décharges et chantiers (0,2 %). L'évolution de l’occupation des sols de la commune et de ses infrastructures peut être observée sur les différentes représentations cartographiques du territoire : la carte de Cassini (XVIIIe siècle), la carte d'état-major (1820-1866) et les cartes ou photos aériennes de l'IGN pour la période actuelle (1950 à aujourd'hui).

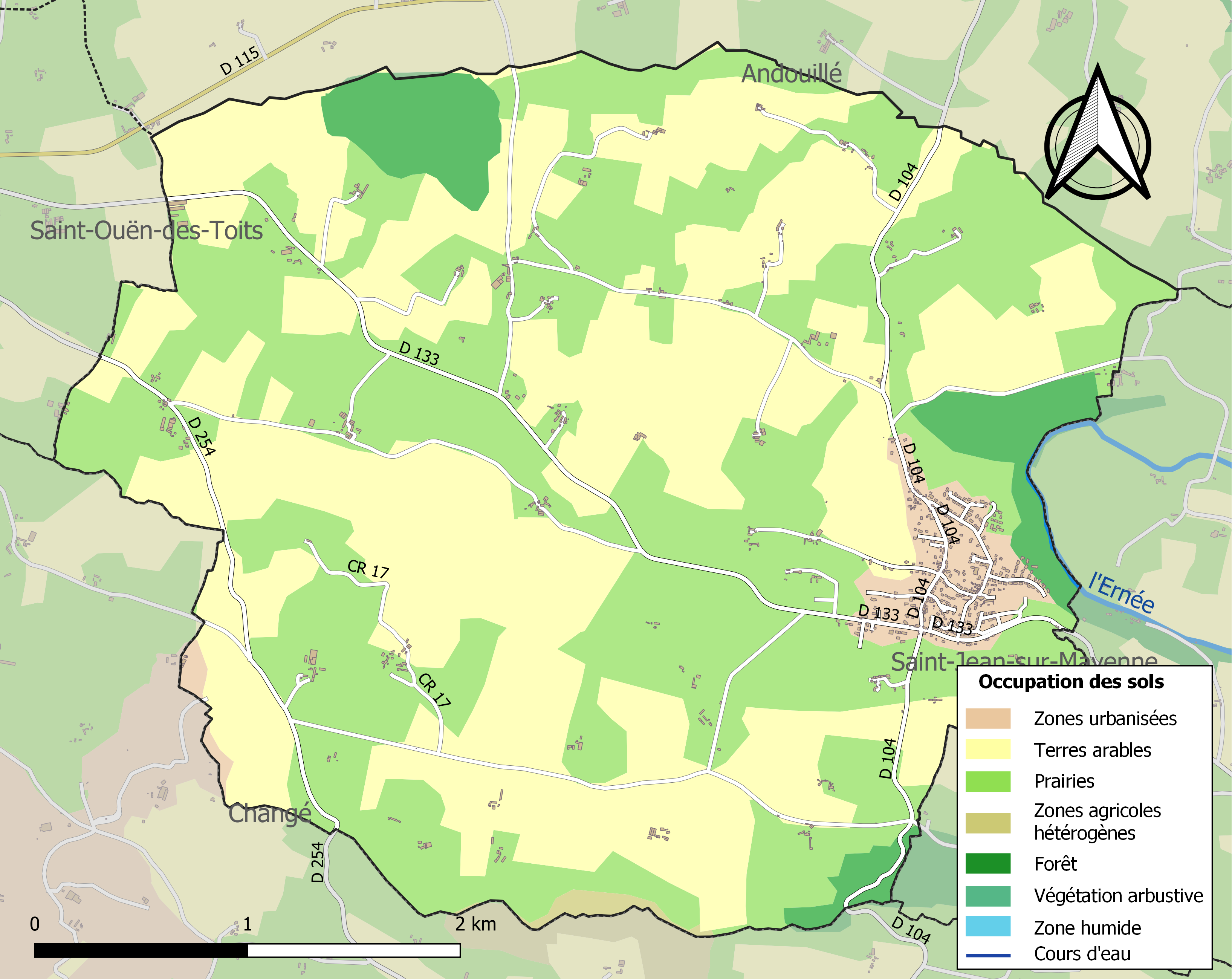
Carte des infrastructures et de l'occupation des sols de la commune en 2018 (CLC).

## Politique et administration

### Administration municipale
| Période                                  | Période   | Identité                          | Étiquette | Qualité |
| ---------------------------------------- | --------- | --------------------------------- | --------- | --- |
| (maire en 1941)                          |           | Henri de La Monneraye (1888-1984) |           | Propriétaire, docteur en droit, commissaire général de la Marine, nommé membre de la Commission administrative départementale en 1941 |
|                                          |           |                                   |           | |
| mars 1989                                | mars 2001 | Jacques Motte                     |           | |
| mars 2001                                | En cours  | Marcel Blanchet                   |           | Agriculteur |
| Les données manquantes sont à compléter. |           |                                   |           | |

Le conseil municipal est composé de quinze membres dont le maire et trois adjoints.

## Population et société

### Démographie
L'évolution du nombre d'habitants est connue à travers les recensements de la population effectués dans la commune depuis 1793. Pour les communes de moins de 10 000 habitants, une enquête de recensement portant sur toute la population est réalisée tous les cinq ans, les populations de référence des années intermédiaires étant quant à elles estimées par interpolation ou extrapolation. Pour la commune, le premier recensement exhaustif entrant dans le cadre du nouveau dispositif a été réalisé en 2008.
En 2022, la commune comptait 1 179 habitants, en évolution de +1,81 % par rapport à 2016 (Mayenne : −0,73 %, France hors Mayotte : +2,11 %).
Saint-Germain-le-Fouilloux a compté jusqu'à 1 230 habitants en 1851.
| 1793  | 1800 | 1806  | 1821  | 1831  | 1836  | 1841  | 1846  | 1851  |
| ----- | ---- | ----- | ----- | ----- | ----- | ----- | ----- | ----- |
| 1 020 | 988  | 1 047 | 1 091 | 1 087 | 1 123 | 1 156 | 1 194 | 1 230 |

| 1856  | 1861  | 1866  | 1872  | 1876  | 1881 | 1886 | 1891 | 1896 |
| ----- | ----- | ----- | ----- | ----- | ---- | ---- | ---- | ---- |
| 1 217 | 1 199 | 1 116 | 1 035 | 1 054 | 942  | 925  | 866  | 835  |

| 1901 | 1906 | 1911 | 1921 | 1926 | 1931 | 1936 | 1946 | 1954 |
| ---- | ---- | ---- | ---- | ---- | ---- | ---- | ---- | ---- |
| 752  | 767  | 728  | 550  | 573  | 574  | 574  | 557  | 528  |

| 1962 | 1968 | 1975 | 1982 | 1990 | 1999 | 2006 | 2008  | 2013  |
| ---- | ---- | ---- | ---- | ---- | ---- | ---- | ----- | ----- |
| 516  | 509  | 535  | 552  | 596  | 670  | 941  | 1 019 | 1 096 |

| 2018  | 2022  | - | - | - | - | - | - | - |
| ----- | ----- | - | - | - | - | - | - | - |
| 1 173 | 1 179 | - | - | - | - | - | - | - |

## Lieux et monuments
- Église Saint-Germain du XIIe siècle. Elle abrite des stalles du XVIIe siècle classées à titre d'objets aux Monuments historiques[21].
- Château du Fouilloux du XVIIIe siècle.
- Fours à chaux.

## Activités et manifestations

### Sports
L'Union sportive de Saint-Germain-le-Fouilloux fait évoluer deux équipes de football en divisions de district.

## Héraldique
| Blason de Saint-Germain-le-Fouilloux | Blason  | De gueules, à un lion couronné d’or, accompagné en chef d’un écu du même ; chappé d’argent, à quatre mouchetures d’hermine de sable, disposées le long de la partition. |
| Blason de Saint-Germain-le-Fouilloux | Détails | Le gueules et le lion sont la reprise des armes du seigneur de Montéclerc, seigneur du château de Fouilloux. La reprise intégrale du blason de seigneur étant interdite pour les communes, il suffit d’en emprunter un ou plusieurs éléments. La division en chappé permet d’indiquer que Saint-Germain-le-Fouilloux est sur un mont. Les mouchetures d’hermine sur fond argent proviennent du blason du seigneur de Chapelle qui avait le Fouilloux comme fief. La remarque concernant la reprise du blason de seigneur est valable ici aussi. L’écu d’or est le symbole du seigneur de Mathefelon également seigneur de Saint Germain le Fouilloux. La remarque concernant la reprise du blason de seigneur est valable ici aussi. Les ornements sont deux deux gerbes de blé d’or, mises en sautoir par la pointe et liées de gueules afin d’honorer l’activité agricole. Le listel d'argent porte le nom de la commune en lettres majuscules de sable. La couronne de tours dit que l’écu est celui d’une commune ; elle n’a rien à voir avec des fortifications. Le statut officiel du blason reste à déterminer. |